# August Bergman
August Bergman var en svensk spjutkastare i slutet av 1800-talet. Han tävlade för Djurgårdens IF.

## Främsta meriter
Bergman var svensk rekordhållare i spjut (bästa hand) från 1897 till 1899 och i spjut (sammanlagt) från 1896 till 1899.

## Karriär (spjutkastning)
August Bergman slog 1896 Axel Lindblads svenska rekord i spjutkastning (sammanlagt) från 1894 (66,77) med resultatet 71,94. Det slogs dock 1899 av Eric Lemming (78,38).
Den 18 juli 1897 slog Bergman det svenska rekordet i spjut (bästa hand) med ett kast på 44,50. Vilket rekord han slog verkar det finnas flera bud på. Enligt vissa källor ( och  ) var det Harald Andersson-Arbins rekord på 42,95 från 1894 som slogs. Enligt andra () innehades det gamla rekordet av Axel Lindblad, tävlande för IK Stockholm, satt 1894 till 42,92. Oavsett förhistorien slogs Bergmans rekord 1899 av Eric Lemming.